# Claude Aveline
Claude Aveline, pseudonimo di Evgen Avtsine (Parigi, 19 luglio 1901 – Parigi, 4 novembre 1992), è stato uno scrittore e poeta francese.

## Biografia
Eugène Avtsine nacque nel 1901 a Parigi, dove i suoi genitori si erano stabiliti nel 1891 per sfuggire alla segregazione razziale della quale erano vittime in Russia. Tutta la famiglia ottiene la nazionalità francese nel 1905. Dopo i primi anni di scuola a Parigi, prima al lycée Henri-IV, poi (essendosi i genitori trasferiti a Versailles) al lycée Hoche, Eugène Avtsine fu nel 1915 aiuto-infermiere volontario a Dinard, poi entrò a Janson-de-Sailly ma la sua salute si deteriorò e dovette abbandonare gli studi. Ripresili, non riuscì a terminare la Prima liceale e soggiornò nel 1918 e nel 1919 a Cannet nei pressi di Cannes. Fu là che cominciò a scrivere adottando lo pseudonimo di Claude Aveline.
Il 1919 vide apparire le sue prime poesie su rivista. Soprattutto, all'epoca del processo all'assassino di Jean Jaurès, fece la conoscenza di Anatole France che lo accolse nella sua intimità fino alla sua morte nel 1924 e del quale non smise di servire l'opera e la memoria, ad esempio con la celebrazione del suo centenario nel mondo come simbolo della Liberazione e con la raccolta dei suoi articoli politici e sociali (Trente ans de vie sociale, 4 volumi). Nel 1920 una ricaduta condusse Claude Aveline in montagna. Al suo ritorno a Parigi divenne segretario di un erudito, fondatore della prima collana per bibliofili modesti. Fece così il suo apprendistato di editore d'arte, avendo deciso di diventarlo a sua volta, e rispose a un invito che gli venne rivolto di scrivere La Merveilleuse Légende du Bouddha («La meravigliosa storia del Budda».
Esentato dal servizio militare, poté mettere in cantiere i primi volumi che apparvero nel 1922 «presso Claude Aveline editore» e che gli valsero di essere chiamato «il più giovane editore del mondo». In otto anni pubblicò una cinquantina di opere: nella «Collection philosophique» dieci volumi di Charles de Saint-Évremond, Voltaire, Denis Diderot, Ernest Renan, Anatole France, Remy de Gourmont, Maurice Maeterlinck, André Gide, Paul Valéry, Georges Duhamel. Dopo un nuovo incidente di salute nel 1923, Claude Aveline soggiornò per quattro anni a Font-Romeu, dove incontrò un giovane malato, Jean Vigo, che supportò fino alla sua morte nel 1934. Dopo la morte della moglie alcuni anni prima della guerra, divenne il tutore della loro figlia e fondò nel 1951 il Premio Jean Vigo del quale presiedette la giuria per 25 anni.
L'accoglienza ricevuta dai suoi primi romanzi spinse l'autore a chiudere baracca nel 1932 in favore delle proprie opere e del suo gusto per la critica cinematografica. Mentre si attendeva da lui il secondo volume della sua Trilogia Claude Aveline scrisse, passando giornate intere alla prefettura di polizia, un romanzo poliziesco dalla prefazione perentoria («Non ci sono cattivi generi, ci sono solo cattivi scrittori»), La Double Mort de Frédéric Belot che diede al genere poliziesco «i suoi certificati di nobiltà» (Boileau-Narcejac). A partire dal 1934, in anni di agitazioni politiche e sociali, fu presente, senza aderire a nessun partito ma «compagno di strada» dei comunisti, al processo dei minatori di Oviedo (1935), alla costituzione delle Case della Cultura e partecipò a numerosi incontri e congressi, come quello degli Scrittori per la difesa della cultura a Valencia e a Madrid in piena guerra civile (1937); i suoi interventi avrebbero composto, più tardi, la raccolta dei Devoirs de l'esprit (1945). Claude Aveline pubblicò anche un romanzo Le Prisonnier (1936), al quale, si sostiene addirittura, Albert Camus si ispirò per il suo L'Étranger, poi un nuovo polizioesco («La scocciatura era che avevo fatto morire il mio poliziotto al primo colpo, e perfino due volte, non avevo previsto che avrebbe dovuto riprendere servizio. Per fortuna, non l'avevo fatto morire troppo giovane. In seguito, ho quindi raccontato avventure accadute prima del 1932»).
Nel 1939 Claude Aveline, mobilitato su sua richiesta, a Versailles si affeziona a Nicolas Grésy, che divenne suo figlio adottivo (scomparve nel 1977). Definitivamente riformato, a partire dall'agosto 1940 fondò con Jean Cassou e Marcel Abraham, «delusi» dalle loro funzioni pubbliche, un piccolo gruppo che entrò presto in contatto con la «rete del musée de l'Homme», organizzato da Boris Vildé e Anatole Lewitsky. Un agente francese della Gestapo avrebbe smantellato la rete: oltre cento arresti nel corso del 1941, dieci condanne a morte e sette esecuzioni nel 1942. Nel 1941 Aveline lasciò Parigi per ritrovare Martin-Chauffier a Lione. Stabilitisi a Collonges-au-Mont-d'Or, la loro abitazione divenne uno dei principali luoghi di'incontro della zona. Claude Aveline partecipò alla fondazione di «Combat» e s'impegna nel mettere in contatto movimenti clandestini sempre più numerosi. L'Abonné de la ligne U, terzo poliziesco da lui scritto, si scontrò con il rifiuto della censura tedesca e apparve soltanto dopo la Liberazione. Nel 1943, con l'intera Francia occupata, Aveline entrò in clandestinità col nome di Louis-Marie Martin grazie a un libretto militare scaduto, sfuggì per miracolo a un arresto nell'aprile 1944 e raggiunse Arras. Nello stesso anno pubblicò Le Temps mort con lo pseudonimo di «Minervois».
Claude Aveline riprese le sue attività alla Liberazione: scritti di circostanza, manifestazioni franciane, conferenze all'estero (tutta l'AOF nel 1946 per l'Alliance française, poi il Medio Oriente). Nel 1948, fu uno dei primi titisti dopo la scomunica staliniana e due anni più tardi soggiorna in Jugoslavia. I problemi di salute lo seguirono (enucleazione dell'occhio destro). Claude Aveline riceve nel 1952 il Grand Prix de la Société des gens de lettres per l'insieme della sua opera. Fu membro del Consiglio esecutivo della Société européenne de culture, fondata a Venezia nel 1950 da Umberto Campagnolo, che, in piena guerra fredda, aveva come obiettivo l'instaurazione di un dialogo tra i popoli. I due ultimi volumi della sua Trilogia comparvero nel 1952 e nel 1955. Si dedicò olse allora all'arte radiofonica (Le bestiaire inattendu e C'est vrai, mais il ne faut pas le croire che gli valse il prix Italia). Durante i venti anni seguenti, continuò le sue esperienze in tutti i generi che il microfono poteva proporre. Nel 1976 la Société des auteurs dramatiques gli assegnò il Prix de la Radio. Nel 1957 pubblicò Les Mots de la fin, 750 parole di morenti famosi, 150 delle quali divennero capitoli letti in onda dall'autore.
A partire dal 1956 Claude Aveline chiese ai suoi amici pittori di disegnare o dipingere il Portrait de l'Oiseau-Qui-N'Existe-Pas, poesia che aveva scritto nel 1950, oggi tradotta in 55 lingue (ripresa in De). Attraverso i suoi 108 ritratti fatti da artisti tanto diversi fra loro come Henri-Georges Adam, Atlan, Bertholle, Roger Bissière, Chastel, Léon Gischia, Mario Prassinos, Music, Gustave Singier, Maria Elena Vieira da Silva o Jacques Villon, l'insieme costituisce un'antologia unica della pittura degli anni cinquanta-sessanta su un solo tema attorno al quale si riuniscono figurativi e surrealisti, non figurativi e astratti. Nel 1963 Aveline ne fece dono al Musée national d'art moderne di Parigi dove essa venne esposta prima di essere trasferita al Centre Pompidou che la presentò nuovamente nel 1978. Quasi vent'anni dopo, un nuovo insieme conterà 86 ritratti, rappresentativi degli anni settanta-ottanta.
Nel 1970 L'Œil-de-chat, ultimo dei suoi polizieschi, appare il più «classico» della Suite. Nel 1973, in una lunga poesia, Monologue pour un disparu, evocò il suo amico intimo Jacques Lion, assassinato a Auschwitz. Nello stesso anno Le Haut Mal des créateurs vuol essere una «meditazione polemica» sull'evoluzione delle lettere e delle arti negli anni sessanta. A partire dal 1974 Claude Aveline intraprese la stesura delle sue memorie. Durante una tournée in Canada nel 1960, la traversata delle Montagne Rocciose in treno gli provocò una visione fantastica che lo ossessionò per quindici anni prima di concretizzarsi in Hoffmann Canada, testo radiofonico, poi, nel 1977, nel suo ultimo romanzo. Nel 1978 Claude Aveline costituì presso la biblioteca di Versailles un fondo che raccoglie le sue opere, i suoi manoscritti, i suoi libri con dediche, la sua corrispondenza, le decine di migliaia di volumi della sua biblioteca e il suo busto realizzato da Zadkine, ultima opera dello scultore («Io sono l'ultimo Zadkine», constatò dolorosamente in un omaggio scritto dopo la sua scomparsa avvenuta nel 1967).
Negli anni' 80, mentre una trentina di suoi libri venivano pubblicato o ripubblicati, ovvero i polizieschi in collane tascabili, Claude Aveline terminò una «biografia immaginaria», Trésors de la Connivence. La vie et l'œuvre du Pr Lembourg, aggiunse alle riflessioni di Avec toi-même et coetera le osservazioni di De fil en aiguille aux Apprêts de l'Après, pubblicò un ultimo omaggio al suo maestro, Anatole France Le Vivant, proseguì le sue memorie e ricevette il Prix international de la Société européenne de Culture (1986). A partire dal 1968, Aveline praticò ciò che Jean Cassou chiamò «pittura a pennarello» e realizzò centinaia di disegni che furono esposti in gallerie parigine, a Bruxelles, Lubiana, Zagabria o Belgrado. «Mi compiaccio dei giochi di linee come mi copiaccio dei giochi di parole», disse, mescolandoli e facendo dialogare l'immagine e il titolo, spesso umoristico, che gli dà, autentico «poemetto in sé». Nel 1991 venne presentata una retrospettiva al museo Bourdelle di Parigi, alcuni mesi dopo la sua scomparsa.

## Opere

### Romanzi

#### La Quadrature du Sort
- Le Point du jour, 1928; Ultima edizione, Pierre Bordas et Fils, 1989.
- Le Prisonnier, 1936; Mercure de France, 1971.
- Le Poids du feu, Del Duca, 1959; Le Club de la Femme, Rombaldi, 1963.
- Hoffmann Canada, Buchet-Chastel, 1977.

#### La Vie de Philippe Denis
- Madame Maillart, 1930.
- Les Amours et les haines, 1952.
- Philippe, 1955.
- Edizione completa in un volume, Del Duca, 1963.

#### Suite policière
- L'Abonné de la ligne U, 1947; Folio, Gallimard, 1973.
- Voiture 7 place 15, 1937; 10-18, 1984.
- Le Jet d'eau, 1947.
- L'Œil de chat, 1970, 10-18, 1984.
- La Double mort de Fréderic Belot, 1932, 10-18, 1984.
- Edizione completa in un volume dal titolo Suite policière, seguito da una Double note sur le roman policier e da una Confession policière, Mercure de France, 1987 ISBN 2715214588.

### Racconti e novelle
- L'Homme de Phalère, Emile-Paul, 1935.
- Baba Diène et Morceau de Sucre, 1937 (illustrato da Jean Bruller, meglio noto con lo pseudonimo di Vercors), Gallimard.
- Le Temps mort et autres récits, 1944 (clandestino, con lo pseudonimo di «Minervois») e 1962.
- Histoires nocturnes et fantastiques (contiene Pour l'amour de la nuit, 1956 e C'est vrai, mais il ne faut pas le croire, 1960, seguito da Claude Aveline ou une poétique de la prose di Jean Lescure, Imprimerie Nationale, 1989 ISBN 2110809825.
- Par le silence et par la voix (Deux passions), La Tuilerie Tropicale, 1987 ISBN 2906021032.

### Saggi e memorie
- Le Roman d'une Ville de France: La Charité-sur-Loire, 1924; 1983. Le livre d'histoire-Lorisse, 2006.
- La Merveilleuse Légende du Bouddha, 1928; Association Claire-Lumière, 1990 ISBN 2905998067.
- La Promenade égyptienne, 1934; Renaudot et Cie, 1988 ISBN 2877420019.
- Avec toi-même et coetera, 1944; Mercure de France, 1963.
- Les devoirs de l'esprit, Grasset, 1945.
- Plus vrais que soi (Les rapports du romancier et de ses personnages), 1946; La Tuilerie Tropicale, 1988.
- Et tout le reste n'est rien (La Religieuse portugaise), 1951; Mercure de France, 1986.
- Les mots de la fin, Hachette, 1957.
- Le code des jeux, 1961; Le Livre de Poche, 1972.
- Célébration du Lit, Robert Morel, 1966.
- Le Haut Mal des créateurs ou Le Complexe d'un siècle inexistant, Jacques Antoine, 1973.
- De fil en aiguille aux apprêts de l'Après, Corti, 1987 ISBN 2714301606.
- Moi par un Autre, chronique d'une enfance et d'une adolescence dans les XX premières années de ce siècle (con la partecipazione di Nicole Toussaint du Wast), Pierre Bordas et Fils, 1988 ISBN 2863111701.

### Poesie
- Io Hymen, suivi de Chants funèbres, 1925; Éditions de l'Orycte, 1980.
- De, Corti, 1967
- Monologue pour un disparu, Editions Saint-Germain-des-Prés, 1973.

Claude Aveline ha inoltre pubblicato testi su Anatole France e sullo scultore Antoine Bourdelle.

## Su Claude Aveline
- Les peintures au feutre de Claude Aveline, prefazione di Rhodia Dufet-Bourdelle, testi di Jean Cassou, Claude Aveline e Michel-Georges Bernard, Musée Bourdelle, 1991, 48 p. ISBN 2879000297.
- Domenico Canciani, L'esprit et ses devoirs, Ecrits de Claude Aveline (1933-1956), Padova (Italia), Il poligrafo, e Parigi, Séguier, 1993, 304 p. ISBN 887115021X.